# Pleomerium
Pleomerium är ett släkte av svampar. Pleomerium ingår i familjen Meliolaceae, ordningen Meliolales, klassen Dothideomycetes, divisionen sporsäcksvampar och riket svampar.
|            | Asteridiella                                  |
|            |                                               |
|            | Meliola                                       |
|            |                                               |
|            | Irenina                                       |
|            |                                               |
|            | Ectendomeliola                                |
|            |                                               |
|            | Cryptomeliola                                 |
|            |                                               |
| Pleomerium | \| \| Pleomerium fuscoviridescens \| \| \| \| |
|            | \| \| Pleomerium fuscoviridescens \| \| \| \| |
|            | Pleomeliola                                   |
|            |                                               |
|            | Leptascospora                                 |
|            |                                               |
|            | Endomeliola                                   |
|            |                                               |
|            | Prataprajella                                 |
|            |                                               |
|            | Basavamyces                                   |
|            |                                               |
|            | Ophioirenina                                  |
|            |                                               |
|            | Laeviomeliola                                 |
|            |                                               |
|            | Irenopsis                                     |
|            |                                               |
|            | Ceratospermopsis                              |
|            |                                               |
|            | Appendiculella                                |
|            |                                               |
|            | Urupe                                         |
|            |                                               |
|            | Xenostigme                                    |
|            |                                               |
|            | Armatella                                     |
|            |                                               |
|            | Haraea                                        |
|            |                                               |
|            | Pauahia                                       |
|            |                                               |
|            | Asteridium                                    |
|            |                                               |
|            | Amazonia                                      |
|            |                                               |
|            | Pleomerium fuscoviridescens                   |
|            |                                               |

|  | Pleomerium fuscoviridescens |
|  |                             |